# 周延鑫
周延鑫（1937年1月1日—）是一位台灣昆蟲學家，曾經擔任國立自然科學博物館館長。

## 經歷
周延鑫於1937年生於四川萬縣（今重慶市萬州區），原籍山東。1950年隨家人從舟山群島前往台灣，定居臺中縣東勢鎮（今臺中市東勢區）。宜寧中學畢業後前往國立臺灣大學植物病蟲害學系（該系已分拆為植物病理與微生物學系和昆蟲學系）就讀，於1960年獲得昆蟲組學士、1963年獲得昆蟲學碩士。1970年獲得美國奧本大學動物學博士學位。1971年返回台灣進入中央研究院動物學研究所（今中央研究院細胞與個體生物學研究所）任職。並曾經擔任該研究所副所長、所長、中央研究院總務主任、國立自然科學博物館館長等職務。屆齡退休後擔任科學月刊社董事長、國立臺灣大學昆蟲系兼任教授,台灣費洛蒙學會榮譽理事長。

## 研究專長
周延鑫是昆蟲性費洛蒙的專家，在中央研究院任職時建立性費洛蒙實驗室，尤其是台灣本土昆蟲的性費洛蒙純化與鑑定。其他研究領域有昆蟲生理學、化學生態學、生物物理學。

## 榮譽
- 1975年第十三屆中華民國十大傑出青年[6]
- 1985年當選教育農科學術獎
- 1986,1988年得國科會傑出獎
- 1994年當選美國昆蟲學會（英语：Entomological Society of America）會士。
- 1994年得莊守耕科學研究獎
- 1997年得行政院傑出科技人才獎

## 著作
- 《一個昆蟲工作者的五十述懷》，周延鑫，華香園出版社，1988年。

## 外部連結
- 周延鑫履歷（页面存档备份，存于）
- 我的讀書歲月，四十年與小蟲子為伍（页面存档备份，存于）
- 科學月刊社介紹 （页面存档备份，存于）

| 教育職務           | 教育職務                                                     | 教育職務          |
| ------------------ | ------------------------------------------------------------ | ----------------- |
| 國立自然科學博物館 |                                                              |                   |
| 前任： 彭鏡毅代理  | 國立自然科學博物館館長 第三任 1997年10月14日 - 2002年1月31日 | 繼任： 謝豐國代理 |